# Sibilla Cristina di Anhalt-Dessau
Sibilla Cristina di Anhalt-Dessau (Dessau, 11 luglio 1603 – Hanau, 21 febbraio 1686) fu una nobile dell'Anhalt-Dessau e contessa dal 1627 di Hanau-Münzenberg e dal 1647 di Hanau-Lichtenberg.

## Biografia
Era figlia di Giovanni Giorgio I di Anhalt-Dessau, principe di Anhalt-Dessau dal 1603 al 1618, e della seconda moglie Dorotea del Palatinato-Simmern.
Venne data in sposa a Filippo Maurizio di Hanau-Münzenberg, conte di Hanau dal 1612. Il matrimonio venne celebrato a Dessau il 26 dicembre 1627.
Sibilla Cristina diede alla luce cinque figli:
- Filippo Ludovico (Hanau, 1632-The Hague, 1641);
- Giovanni Enrico (1624-Metz, 1634);
- Sibilla Maurizia (1630-Hanau, 1631);
- Adolfina (1631-Hanau 1631);
- Luisa Eleonora (Metz, 1636-The Hague, 1636).

Suo marito Filippo Maurizio morì nel 1638 lasciando come erede loro figlio di sei anni, Filippo Ludovico III. Reggente per lui fu Sibilla che mantenne il governo del ducato fino al 1641 quando suo figlio morì a nove anni. Gli altri figli della coppia erano già morti in tenera età.
Sibilla contrasse un secondo matrimonio con Federico Casimiro di Hanau-Lichtenberg, conte dal 1641 di Hanau-Lichtenberg, che sposò a Hanau il 13 maggio 1647. Dal secondo matrimonio non nacquero figli così alla morte di Federico Casimiro nel 1685 la contea passò a suo fratello minore Giovanni Filippo. Sibilla morì l'anno dopo e trovò sepoltura a Hanau.

## Ascendenza
|                                                      |                                                   |                                              | Genitori                                          |  |  | Nonni |  |  | Bisnonni                                                                 |  |  | Trisnonni                             |  |
|                                                      |                                                   |                                              |                                                   |  |  |       |  |  | Giovanni IV, IV principe di Anhalt-Zerbst e co-principe di Anhalt-Dessau |  |  | Ernesto, co-principe di Anhalt-Dessau |  |
|                                                      |                                                   |                                              |                                                   |  |  |       |  |  | Giovanni IV, IV principe di Anhalt-Zerbst e co-principe di Anhalt-Dessau |  |  | Ernesto, co-principe di Anhalt-Dessau |  |
|                                                      |                                                   | Margherita di Münsterberg-Oels               |                                                   |  |  |       |  |  | Giovanni IV, IV principe di Anhalt-Zerbst e co-principe di Anhalt-Dessau |  |  |                                       |  |
| Gioacchino Ernesto, I principe di Anhalt             |                                                   |                                              |                                                   |  |  |       |  |  | Giovanni IV, IV principe di Anhalt-Zerbst e co-principe di Anhalt-Dessau |  |  |                                       |  |
|                                                      |                                                   | Margherita di Brandeburgo                    | Gioacchino I, XI principe elettore di Brandeburgo |  |  |       |  |  |                                                                          |  |  |                                       |  |
|                                                      |                                                   | Margherita di Brandeburgo                    | Gioacchino I, XI principe elettore di Brandeburgo |  |  |       |  |  |                                                                          |  |  |                                       |  |
|                                                      |                                                   | Margherita di Brandeburgo                    | Elisabetta di Danimarca                           |  |  |       |  |  |                                                                          |  |  |                                       |  |
| Giovanni Giorgio I, I principe di Anhalt-Dessau      |                                                   | Margherita di Brandeburgo                    |                                                   |  |  |       |  |  |                                                                          |  |  |                                       |  |
|                                                      |                                                   | Volfango I, IX conte di Barby-Mühlingen      | Burcardo VII, VII conte di Barby-Mühlingen        |  |  |       |  |  |                                                                          |  |  |                                       |  |
|                                                      |                                                   | Volfango I, IX conte di Barby-Mühlingen      | Burcardo VII, VII conte di Barby-Mühlingen        |  |  |       |  |  |                                                                          |  |  |                                       |  |
|                                                      |                                                   | Volfango I, IX conte di Barby-Mühlingen      | Maddalena di Meclemburgo-Stargard                 |  |  |       |  |  |                                                                          |  |  |                                       |  |
| Agnese di Barby-Mühlingen                            |                                                   | Volfango I, IX conte di Barby-Mühlingen      |                                                   |  |  |       |  |  |                                                                          |  |  |                                       |  |
|                                                      |                                                   | Agnese di Mansfeld                           | Gebardo VII di Mansfeld                           |  |  |       |  |  |                                                                          |  |  |                                       |  |
|                                                      |                                                   | Agnese di Mansfeld                           | Gebardo VII di Mansfeld                           |  |  |       |  |  |                                                                          |  |  |                                       |  |
|                                                      |                                                   | Agnese di Mansfeld                           | Margherita di Gleichen                            |  |  |       |  |  |                                                                          |  |  |                                       |  |
| Sibilla Cristina di Anhalt-Dessau                    |                                                   | Agnese di Mansfeld                           |                                                   |  |  |       |  |  |                                                                          |  |  |                                       |  |
|                                                      | Federico III, XI principe elettore del Palatinato | Giovanni II, IV conte del Palatinato-Simmern |                                                   |  |  |       |  |  |                                                                          |  |  |                                       |  |
|                                                      | Federico III, XI principe elettore del Palatinato | Giovanni II, IV conte del Palatinato-Simmern |                                                   |  |  |       |  |  |                                                                          |  |  |                                       |  |
|                                                      | Federico III, XI principe elettore del Palatinato | Beatrice di Baden                            |                                                   |  |  |       |  |  |                                                                          |  |  |                                       |  |
| Giovanni Casimiro, I principe del Palatinato-Lautern | Federico III, XI principe elettore del Palatinato |                                              |                                                   |  |  |       |  |  |                                                                          |  |  |                                       |  |
|                                                      |                                                   | Maria di Brandeburgo-Kulmbach                | Casimiro, VIII margravio di Brandeburgo-Bayreuth  |  |  |       |  |  |                                                                          |  |  |                                       |  |
|                                                      |                                                   | Maria di Brandeburgo-Kulmbach                | Casimiro, VIII margravio di Brandeburgo-Bayreuth  |  |  |       |  |  |                                                                          |  |  |                                       |  |
|                                                      |                                                   | Maria di Brandeburgo-Kulmbach                | Susanna di Baviera                                |  |  |       |  |  |                                                                          |  |  |                                       |  |
| Dorotea del Palatinato-Simmern                       |                                                   | Maria di Brandeburgo-Kulmbach                |                                                   |  |  |       |  |  |                                                                          |  |  |                                       |  |
|                                                      |                                                   | Augusto, XIII principe elettore di Sassonia  | Enrico IV, X duca di Sassonia                     |  |  |       |  |  |                                                                          |  |  |                                       |  |
|                                                      |                                                   | Augusto, XIII principe elettore di Sassonia  | Enrico IV, X duca di Sassonia                     |  |  |       |  |  |                                                                          |  |  |                                       |  |
|                                                      |                                                   | Augusto, XIII principe elettore di Sassonia  | Caterina di Meclemburgo-Schwerin                  |  |  |       |  |  |                                                                          |  |  |                                       |  |
| Elisabetta di Sassonia                               |                                                   | Augusto, XIII principe elettore di Sassonia  |                                                   |  |  |       |  |  |                                                                          |  |  |                                       |  |
|                                                      |                                                   | Anna di Danimarca                            | Cristiano III, re di Danimarca                    |  |  |       |  |  |                                                                          |  |  |                                       |  |
|                                                      |                                                   | Anna di Danimarca                            | Cristiano III, re di Danimarca                    |  |  |       |  |  |                                                                          |  |  |                                       |  |
|                                                      |                                                   | Anna di Danimarca                            | Dorotea di Sassonia-Lauenburg                     |  |  |       |  |  |                                                                          |  |  |                                       |  |
|                                                      |                                                   | Anna di Danimarca                            |                                                   |  |  |       |  |  |                                                                          |  |  |                                       |  |